# Joana Diela
Joana Diela (grec. Ιωάννα Δίελα; ur. 2 czerwca 1990 w Atenach) – grecka koszykarka, występująca na pozycjach rzucającej lub niskiej skrzydłowej, reprezentantka Grecji, od 2021 zawodniczka Olympiakosu Pireus.

## Osiągnięcia
Stan na 9 kwietnia 2025, na podstawie, o ile nie zaznaczono inaczej.

### Drużynowe
- Mistrzyni Grecji (2013, 2021–2024)[3][4][5][6][7]
- Wicemistrzyni Grecji (2015, 2016, 2018)[8][9]
- Zdobywczyni Pucharu Grecji (2022, 2025)
- Finalistka Pucharu Grecji (2014, 2016)
- Uczestniczka rozgrywek:
  - Euroligi (2022/2023, 2024/2025)
  - Eurocup (od 2022)

### Indywidualne
(* – nagrody przyznane przez portal eurobasket.com)
- Zaliczona do*:
  - II składu ligi greckiej (2013)[3]
  - składu honorable mention ligi greckiej (2011, 2012, 2020, 2022)[10][11][12][5]
- Liderka w przechwytach ligi greckiej (2012 – 2,7)[11]

### Reprezentacja
Seniorska
- Uczestniczka:
  - mistrzostw Europy (2021 – 16. miejsce, 2023 – 11. miejsce)
  - kwalifikacji do mistrzostw Europy (2013, 2021, 2023)

Młodzieżowe
- Uczestniczka mistrzostw Europy:
  - U–20 (2008 – 16. miejsce)
  - U–16 (2005 – 13. miejsce, 2006 – 14. miejsce)
  - dywizji B:
    - U–20 (2009 – 5. miejsce, 2010 – 8. miejsce)
    - U–18 (2007 – 13. miejsce, 2008 – 4. miejsce)